# Kurmainzische Armee

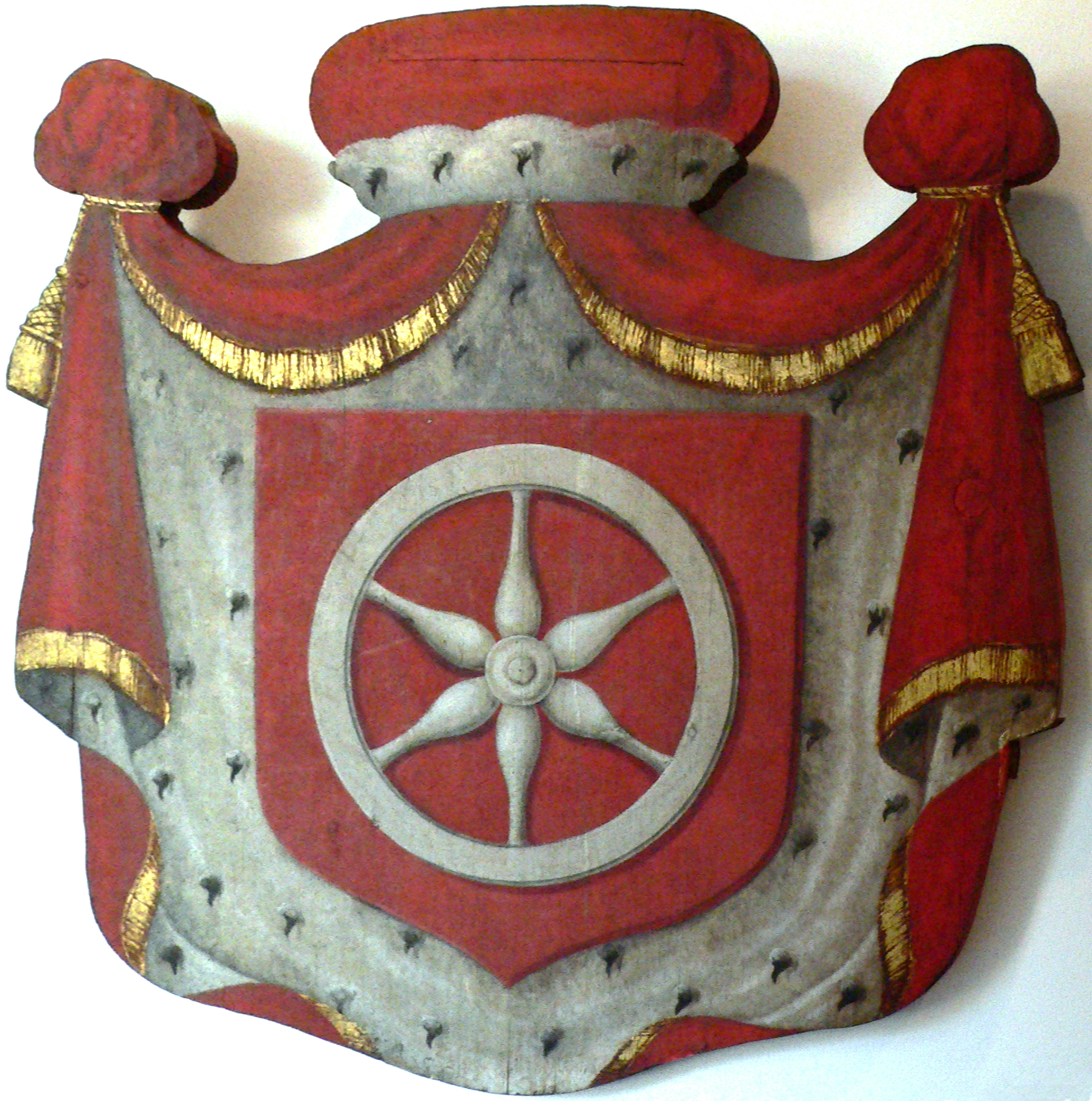
Kurmainzisches Wappen um 1750

Die Kurmainzische Armee war das stehende Heer des Erzstifts Kurmainz von Anfang des 17. Jahrhunderts bis zur Auflösung des Kurmainzischen Staates infolge des Reichsdeputationshauptschlusses 1803.

## Geschichte der Armee

### Überblick
Das Territorium des Kurmainzischen Staates hatte im 18. Jahrhundert eine Größe von rund 8260 km² (170 Quadratmeilen) und eine Bevölkerung von 300.000 bis 400.000 Einwohnern. Von den 40 Städten zählten die beiden Residenzen Mainz und Aschaffenburg sowie Erfurt zu den bedeutendsten. Die Haupt- und Residenzstadt Mainz mit ihren starken Befestigungsanlagen bildete den Mittelpunkt des defensiv ausgerichteten Kurmainzischen Militärs. Die oberste Leitung der Armee oblag der kurfürstlichen Kriegskonferenz. Diese bestand aus sechs zivilen und drei militärischen Mitgliedern.
Die kurmainzische Armee umfasste zumeist zwischen 1500 und 3000 Mann, im 18. Jahrhundert zumeist zwischen 3000 und 4000 Soldaten und sollte ein Gebiet im westlichen und mittleren Teil des Heiligen Römischen Reiches von Mainz bis Aschaffenburg sowie Erfurt und Duderstadt verteidigen. Nur in Kriegszeiten erreichte die Armee auch eine Stärke von bis zu 6000 Mann.
Trotz der insgesamt geringen Armeegröße war gemessen am Anteil zur Gesamtbevölkerung das Militärverhältnis so hoch wie beim Kurfürstentum Sachsen oder dem Erzherzogtum Österreich. Neben der Armee gab es noch ein Milizensystem, das nach dem Landesausschuss aufgestellt wurde. Die Landmiliz bestand bis 1746 aus 16 Landkompanien zu je 150 Mann die sich auf die einzelnen Ämter verteilten.

### Aufstellung
Wie alle Reichsstände hatte auch der Kurmainzische Staat im Zuge des Westfälischen Friedens das Recht auf Unterhalt eines stehenden Heeres erhalten. Zeitgleich begannen viele Reichsfürsten mit dem Aufbau auf Dauer angelegter eigener bewaffneter Strukturen.
Die Anfänge der Kurmainzischen Armee lassen sich bis in die Regierungszeit von Erzbischof Johann Schweikhard von Cronberg zurückverfolgen. Seine im Wesentlichen endgültige Form erhielt das Heer unter Erzbischof Johann Philipp von Schönborn.
Die Armee wurde in die Kämpfe des Pfälzischen Erbfolgekriegs verwickelt. Den 20.000 französischen Soldaten, die sich 1688 der Festung Mainz näherten, standen lediglich 700 bis 800 Mann der Kurmainzischen Armee gegenüber. Gegenwehr war deshalb sinnlos und eine Übergabe wurde vereinbart. Nach der Rückeroberung der Festung versuchte der Mainzer Erzbischof die Anzahl seiner Truppen zu erhöhen um einen erneuten Angriff gewappnet zu sein. 1691 betrug die Zahl der Kurmainzischen Truppen 3176, 1694 nur 2400 Mann. Selbst für diese kleine Armee waren für den Kurmainzer Staat die laufenden Aufwendungen eigentlich schon zu hoch. Parallel dazu mussten noch die Kosten für den Festungsausbau getätigt werden. Die Jahreskosten für die Besoldung beliefen sich 1692 auf 1,5 Millionen Gulden. Dies und die Kosten der Festungsarbeiten konnten nur zu einem Fünftel aus den Einnahmen des Kurstaates gedeckt werden.
Nach dem Rijswijker Frieden von 1697 wurde das stehende Heer so stark reduziert, dass es fast einer Auflösung gleichkam. Nach Ende des Spanischen Erbfolgekriegs 1713 wurde die Armee nicht mehr reduziert. Ab 1707 wurden den Regimentern schließlich innerhalb des Erzstiftes bestimmte Anwerbebezirke zugeteilt, deren Zuschnitte unter jedem Kurfürsten wechselten.

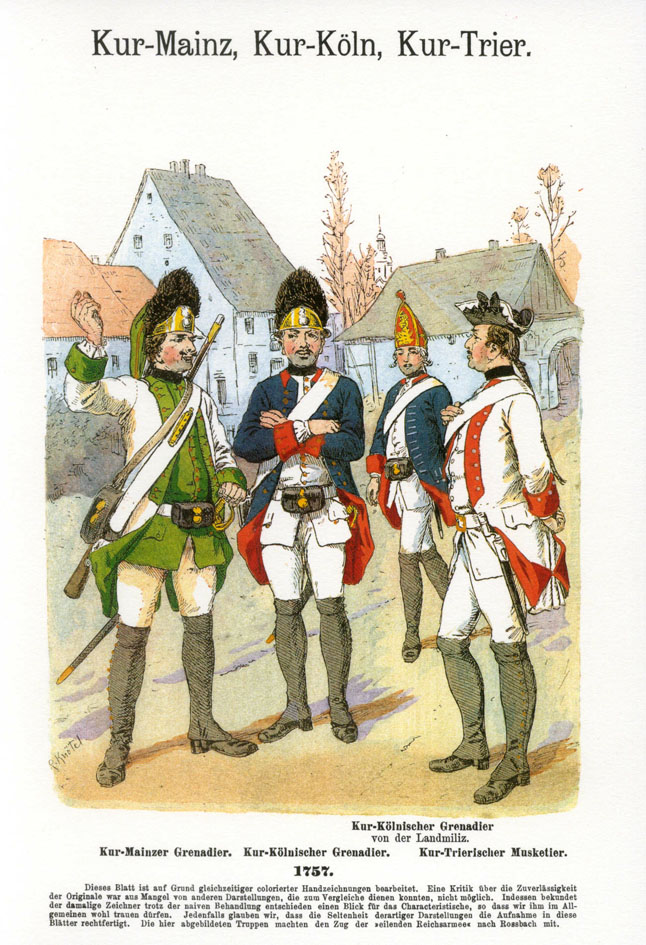
Kurmainzer Grenadier in Grün (links), Zeichnung nach Richard Knötel

Bis in die Mitte des 18. Jahrhunderts war das stehende Heer zeittypisch ein geworbenes Söldnerheer. Erzbischof Johann Friedrich Karl von Ostein führte ein Enrollierungssystem ähnlich der preußischen Kantonsverfassung, ein. Wie in Preußen war die Zahl der Exemtionen sehr hoch, sodass nur die Landbevölkerung betroffen war. Im Unterschied zum preußischen System war die Dienstzeit in Mainz jedoch nicht zeitlich uneingeschränkt, sondern auf vier Jahre begrenzt. Dafür gab es allerdings nicht das preußische Beurlaubungssystem. Der Anteil der Inländer betrug seit den 1740er Jahren nahezu 100 Prozent. Nur 10 Prozent der Soldaten verrichteten ihren Dienst außerhalb der Mainzer Festung. In Mainz standen drei Regimenter zu je Sieben Kompanien, rund 550 Mann Sollstärke. In Erfurt standen 30 Artilleristen und ein viertes Regiment. In Mainz gab es noch 120 Artilleristen, ein paar Ingenieure und die Kreiskompanie des Oberrheinischen Reichskreises. Von dem Großen Generalstab mit seinen 164 Offizieren war der größte Teil beurlaubt. Auch die Truppen der Mainzer Garnison waren in Friedenszeiten zu einem Drittel beurlaubt.
Organisiert war die Armee im 18. Jahrhundert in vier Infanterieregimentern, der Artillerie und dem Ingenieurkorps. Dazu kam ein Husaren- und ein Landjägerkorps. Die kurfürstliche Leibwache wies eine Stärke zwischen 50 und 100 Mann aus. Sie übernahm vor allem Repräsentationsaufgaben.
Traditionell diente das Heer in Mainz der Versorgung junger Adeliger mit Offiziersstellen, sodass der Haushalt für das Offizierskorps stark ausgeprägt war. Der kurmainzische Generalstab, setzte sich bei einem Heer in Brigadegröße zeitweise aus einem General en chef, der gleichzeitig auch der militärische Gouverneur der Stadt und Festung Mainz war, fünf Generalfeldmarschalleutnants und sieben Generalfeldwachtmeistern zusammen und war damit völlig überdimensioniert. Der Mainzer Adel besetzte etwa die Hälfte der Offiziersstellen.
Die Größe des stehenden Heeres orientierte sich maßgeblich am Kreiskontingent, das für die Reichsarmee zu stellen war. Die Truppenstärke wurde meist zwischen dem erforderlichen Kontingent und dessen doppelter Stärke gehalten, um im Kriegsfall auch nach Abzug der Kreiskontingente noch über erfahrene Truppen im eigenen Territorium zu verfügen. Kurmainz hatte im 18. Jahrhundert für das Triplum des Kurrheinischen Kreises auf dem Papier 2591 Fußsoldaten und 576 Reiter für die Reichsarmee zu stellen. Gegen Ende des Jahrhunderts hatte sich diese Zahl auf 4400 Mann erhöht. Dieses Truppensoll kam aber insgesamt auf das gesamte Reich bezogen nie zustande.

### Im Siebenjährigen Krieg
Im Rahmen der Reichsarmee nahm ein Regiment der Kurmainzer Armee mit vier Bataillonen unter Generalfeldwachtmeister Philipp Franz Freiherr von Gudenus (1710–1783) am Siebenjährigen Krieg teil. Die um dieses Kontingent verringerte Garnisonstärke der Festung Mainz betrug in dieser Zeit 1200 Mann. Dazu wurde ein Infanterieregiment aus 18 Kompanien mit 2400, später 3400 Mann unter dem Grafen Lamberg gegen Subsidien an Österreich ausgeliehen. Beide Regimenter kämpften bei Prag, Hochkirch, bei der Einnahme Dresdens und bei Maxen.
Erzbischof Emmerich Joseph behielt nach dem Ende des Siebenjährigen Krieges die hohe Truppenstärke von etwa 4000 Mann bei, um nicht die vielen aus dem Krieg heimgekehrten Offiziere entlassen zu müssen. Aus den Regimentern „Lamberg“ und „Gudenus“ wurden 1763 wieder die vier ursprünglichen Regimenter gebildet.

### In den Revolutionskriegen
Im weiteren 18. Jahrhundert blieb Mainz in den Konflikten weitgehend neutral, so dass das Territorium nicht in direkte Kämpfe verwickelt wurde. Erst im Zuge der Französischen Revolution änderte sich dies. Der Kurfürst wagte einen kriegerischen Kurs gegen die revolutionäre französische Armee und erlitt dabei eine komplette Niederlage. Die Hauptpraxis der Armee bestand in den Friedensjahren darin farbenprächtige Aufmärsche bei Hoffesten zu inszenieren. Sie war nicht kriegs- oder Kampfbereit. Auf österreichisches Verlangen hatte man die gesamte Garnison der Festung Mainz zur Bewachung österreichischer Magazine nach Speyer kommandiert, wo sie am 30. September 1792 durch die Truppen des französischen Generals Custine entweder in den Rhein getrieben oder gefangen genommen wurde. Eilends wurden improvisierte Bürgerwehren mobilisiert und mit unbrauchbar gewordenem Militärgerät bewaffnet. Bei der Belagerung von Mainz im Ersten Koalitionskrieg durch eine französische Armee im Oktober 1792 befanden sich lediglich knapp 1200 Mainzer Soldaten in der Stadt. Zu nennenswerten Kampfhandlungen kam es nicht und nach kurzer Zeit kapitulierte eine der wichtigsten Reichsfestungen nach erfolgter Aufforderung durch den französischen General.

### Ende der Armee
Das Ende des kurfürstlichen Staates bedeutete auch das Ende für die Armee. Nach dem Ende der französischen Besetzung fiel Mainz 1816 an Hessen-Darmstadt.

## Lebensverhältnisse und Verhältnis zur Zivilgesellschaft, Forschungsgeschichte
Das Mainzer Militär besaß keinen guten Ruf. Der geringe nachgesagte militärische Wert der Truppe rührt von der kampflosen Aufgabe der Festung Mainz 1792 vor einer französischen Armee her. Schlechte Ausbildung, ungenügende Unterbringungsmöglichkeiten und ein geringer Sold trugen dazu bei. Ausstehende Soldzahlungen der Garnison der Festung Mainz führten zu Disziplinverlusten, im Jahre 1697 drohte eine Hungersnot innerhalb des Militärs. Die Soldaten hatten ihre Uniform und Ausrüstung selber anzuschaffen. Die Kompaniewirtschaft, die andernorts bereits abgeschafft wurde, hielt sich im Mainzer Militär bis zum Ende fort. Untergebracht waren die Soldaten nicht in Quartieren, sondern in Kasernen. Für jedes Regiment gab es in der Stadt eine Kaserne. Die ältere Geschichtsforschung hat die Streitkräfte der geistlichen Territorien und auch des Kurmainzer Militärs fast einhellig als untauglich und belanglos beurteilt.

## Festungen der Armee
- Festung Mainz: Die Kurmainzische Festung Mainz galt als wichtige Festung und wurde immer weiträumiger ausgebaut. Sie wurde besonders im Zuge der Reunionspolitik Ludwigs XIV. gegen Ende des 17. Jahrhunderts in Kämpfe verwickelt. Die kurmainzische Armee hatte bis zum Ende des 18. Jahrhunderts niemals eine Stärke erreicht, die es ermöglicht hätte, die Festung Mainz mit einer hinreichenden Besatzung zu versehen, geschweige denn gleichzeitig die verstreuten Besitzungen des Erzstifts zu verteidigen.[6] Für die Verteidigung der Festung Mainz wurden nach zeitgenössischen Schätzungen Mitte des 18. Jahrhunderts bis zu 18.000 Mann benötigt. Ergänzt wurde der Festungsdienst durch eine bewaffnete Bürgermiliz, die nicht Bestandteil der Armee war.
- Burg Königstein
- Zitadelle Petersberg
- Zitadelle Cyriaksburg

## Erinnerung und Gedenken
Der Königsteiner Karnevalsverein Historische Festungsgarde e. V. knüpft an die Kurmainzische Armee an und verwendet die originalgetreuen Uniformen der Historischen Festungsgarde der Burg Königstein der kurmainzischen Armee aus der Mitte des 18. Jahrhunderts.